# Ecurie Espadon
Ecurie Espadon var ett privat schweiziskt formel 1-stall som tävlade i början av 1950-talet.

## F1-säsonger
| Säsong | Tävlingsnamn   | Bil                           | Motor                          | Poäng | Förare 1     | Förare 2    | Övriga förare               |
| ------ | -------------- | ----------------------------- | ------------------------------ | ----- | ------------ | ----------- | --------------------------- |
| 1951   | Ecurie Espadon | Ferrari 212 F2                | Ferrari 2.0 V12                | -     | Rudi Fischer |             |                             |
| 1952   | Ecurie Espadon | Ferrari 500 F2 Ferrari 212 F2 | Ferrari 2.0 L4 Ferrari 2.0 V12 | 10    | Rudi Fischer | Peter Hirt  | Rudolf Schoeller Hans Stuck |
| 1953   | Ecurie Espadon | Ferrari 500 F2 Ferrari 166 F2 | Ferrari 2.0 L4 Ferrari 2.0 V12 | -     | Peter Hirt   | Kurt Adolff | Max de Terra                |